# Carl von Friesen (1551–1599)

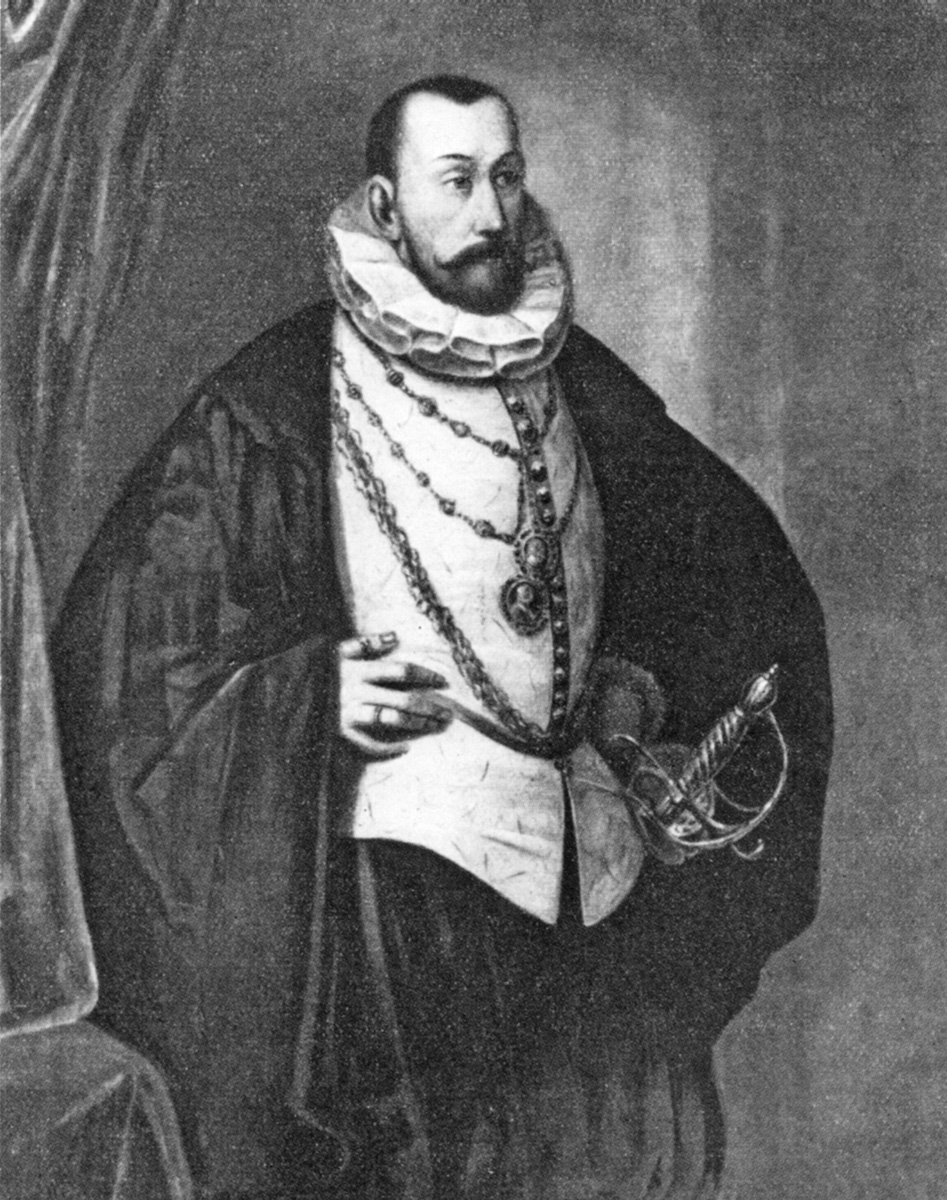
Carl von Friesen

Carl von Friesen (* 1551 in Kauern; † 25. Juli 1599 in Altenburg), zur Unterscheidung von Trägern gleichen Namens auch mit dem Zusatz zu Kauern und später zu Rötha, war ein sächsischer Rittergutsbesitzer, Oberküchenmeister, Hofmarschall und Amtshauptmann. 1592 erwarb er das Gut und Schloss Rötha, welches bis 1945 Stammsitz seiner Familie bleiben sollte.

## Leben
Carl von Friesen war der Sohn von Stephan von Friesen (nach 1504–1560) und seiner Frau Sibylla, geborene von Bothfeld. Er besuchte die Schule in Neustadt, schloss aber kein Studium an, was er später bereute. Mit etwa zwanzig Jahren kam er an den Ansbacher Hof und diente dem Markgrafen Georg Friedrich I. von Brandenburg vier Jahre als Hofjunker. Danach führte ihn sein Weg nach Frankreich. Nach seiner Rückkehr 1577 ging er die bereits vor der Frankreichreise versprochene Ehe mit Rahel von Ende (1557–1619) ein.
1588 wurde er von Kurfürst Christian I. (1560–1591) zum Oberküchenmeister am sächsischen Hofe ernannt. Nach Christians Tod 1591 wurde der Hofstaat aufgelöst und Friesen folgte dem Ruf von Herzog Johann nach Altenburg, dem hier die Ämter Altenburg, Eisenberg und Ronneburg unterstanden. Als Geheimer Rat fungierte er nun als Hofmarschall und Amtshauptmann für die drei genannten Ämter. Zweimal war er als Bevollmächtigter auf dem Reichstag in Regensburg.
Nachdem er das Familiengut Kauern verkauft hatte, erwarb er 1592 Gut und Schloss Rötha. Damit legte er den Grundstein für den über 350 Jahre währenden Besitz der Familie von Friesen in Rötha. Dieser währte bis zur Enteignung durch die Bodenreform 1945.
Zwei Jahre vor seinem Tod erkrankte Friesen schwer und verlor auch sein Augenlicht. Er starb am 25. Juli 1599 und wurde nach einer Trauerfeier in der Altenburger Schlosskirche nach Rötha zur Beisetzung in die Georgenkirche übergeführt.

## Familie
Aus der 22-jährigen Ehe mit seiner Frau Rahel von Ende erwuchsen vier Kinder:
- Heinrich d. Ä., zu Rötha (1578–1659), Freiherr, Geheimer Rat, Kanzler, Präsident des Appellationsgerichts, Rittergutsbesitzer
- Rahel (1583–1653)
- Sibylla (1586–1593)
- Carl (1588–1619)